# Чацькі

«Свинка», герб Чацьких.

Ча́цькі (пол. Czacki) — католицький шляхетський (отримали 1545 року) рід гербу Свинка. Походив з поселення Чач Косцянського повіту Познанського воєводства Королівства Польського. Представники проживали чи мали посади у Познанському та Волинському воєводствах. 

## Представники
- Єнджей — декан куявський, канонік ґнєзненський, 27 разів засідав на Коронному трибуналі
- Войцех — хорунжий волинський, староста володимирський, дружина Катерина Заборовська,[2] дідичка Старого Порицька
  - Міхал Геронім — стольник, каштелян волинський, дружина Констанція Вельгорська
    - Фелікс — підчаший великий коронний
      - Тадеуш — освітній діяч, засновник Волинського ліцею.
        - Віктор, дружина Пелагія з князів Сапіг
          - Влодзімеж — кардинал РКЦ, син онук Тадеуша Чацького[3]

      - Міхал Чацький — публіцист

    - Францішек — стражник великий коронний

  - Стефан — ловчий волинський, староста мединський, комісар під час конфедерації 1717
- Міхал — реґіментар
- Фелікс — польський освітній діяч
- Антоніна, чоловік — плоцький староста Ян Красінський, онук Зигмунт Красінський
- Роза Чацька − засновниця Товаристви опіки над сліпими, автор польського варіанту шрифту Брайля. Правнучка Тадеуша Чацького